# Georg von Hülsen-Haeseler

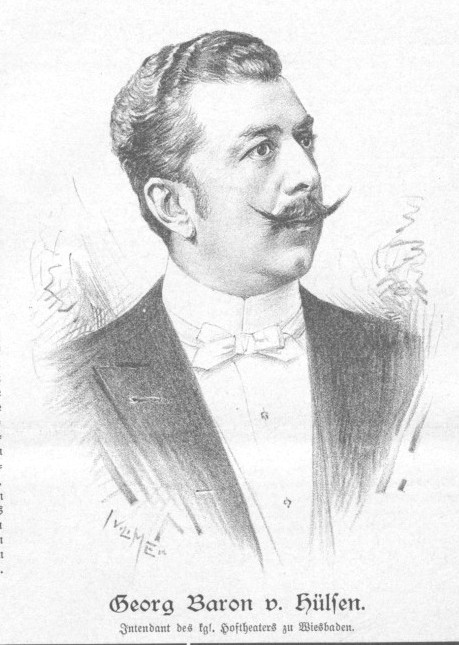
Georg Baron von Hülsen, 1894

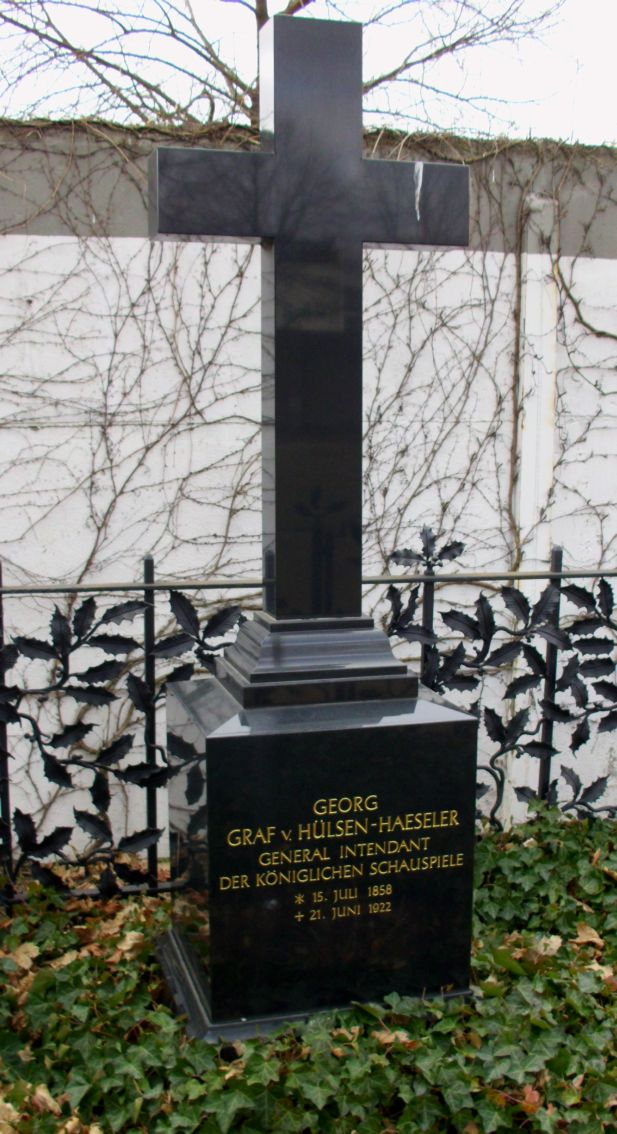
Grab von Georg von Hülsen-Haeseler auf dem Invalidenfriedhof Berlin (Zustand 2013)

Georg von Hülsen, ab 1909 Graf von Hülsen-Haeseler (* 15. Juli 1858 in Berlin; † 21. Juni 1922 ebenda) war ein preußischer Hofbeamter und Theaterintendant.

## Leben
Graf Hülsen war Sohn des königlich preußischen Hoftheaterintendanten Botho von Hülsen (1815–1886) und seiner Gattin, der Schriftstellerin Helene von Hülsen (1829–1892), geb. Gräfin von Haeseler. 1877 trat er in die preußische Armee ein, diente zuerst im Kaiser Alexander Garde-Grenadier-Regiment Nr. 1, anschließend bei den Gardekürassieren und wurde 1888 persönlicher Adjutant des kunstsinnigen Prinzen Georg von Preußen. 1893 nahm er als Rittmeister seinen Abschied und wurde zum Intendanten des Königlichen Staatstheaters Wiesbaden bestellt, wo er 1896 unter dem Protektorat Kaiser Wilhelms II. die ersten Internationalen Maifestspiele organisierte. Seit 1903 war er, in der Nachfolge des entlassenen Bolko von Hochberg, Generalintendant aller königlichen Schauspielhäuser in Preußen, seit 1908 auch für die Provinz Hannover. Er blieb in dieser Position, die schon sein Vater innegehabt hatte, bis zur Auflösung des preußischen Hofes beim Zusammenbruch 1918.
Hülsen-Haeseler war ein treuer Diener und enger Vertrauter des Kaisers, folgte ihm aber nicht in allen ästhetischen Fragen. Der vom Monarchen wenig geschätzte, weil zu moderne Richard Strauss etwa konnte unter Hülsens Regie an der Berliner Staatsoper nahezu ungehindert wirken.
Georg v. Hülsen gehörte zum Liebenberger Kreis Philipp zu Eulenburgs. Im Zuge der Harden-Eulenburg-Affäre 1907 wurde auch er der Homosexualität „verdächtigt“. Sein älterer Bruder war Dietrich von Hülsen-Haeseler, von 1901 bis 1908 Chef des preußischen Militärkabinetts und ebenfalls Mitglied des Kreises. Beide liegen auf dem Invalidenfriedhof zu Berlin begraben.
Georg von Hülsen wurde am 27. Januar 1909 durch Wilhelm II. in den preußischen Grafenstand erhoben, geknüpft an das von Haeselersche Geldfideikomiss.